# Oosterleek

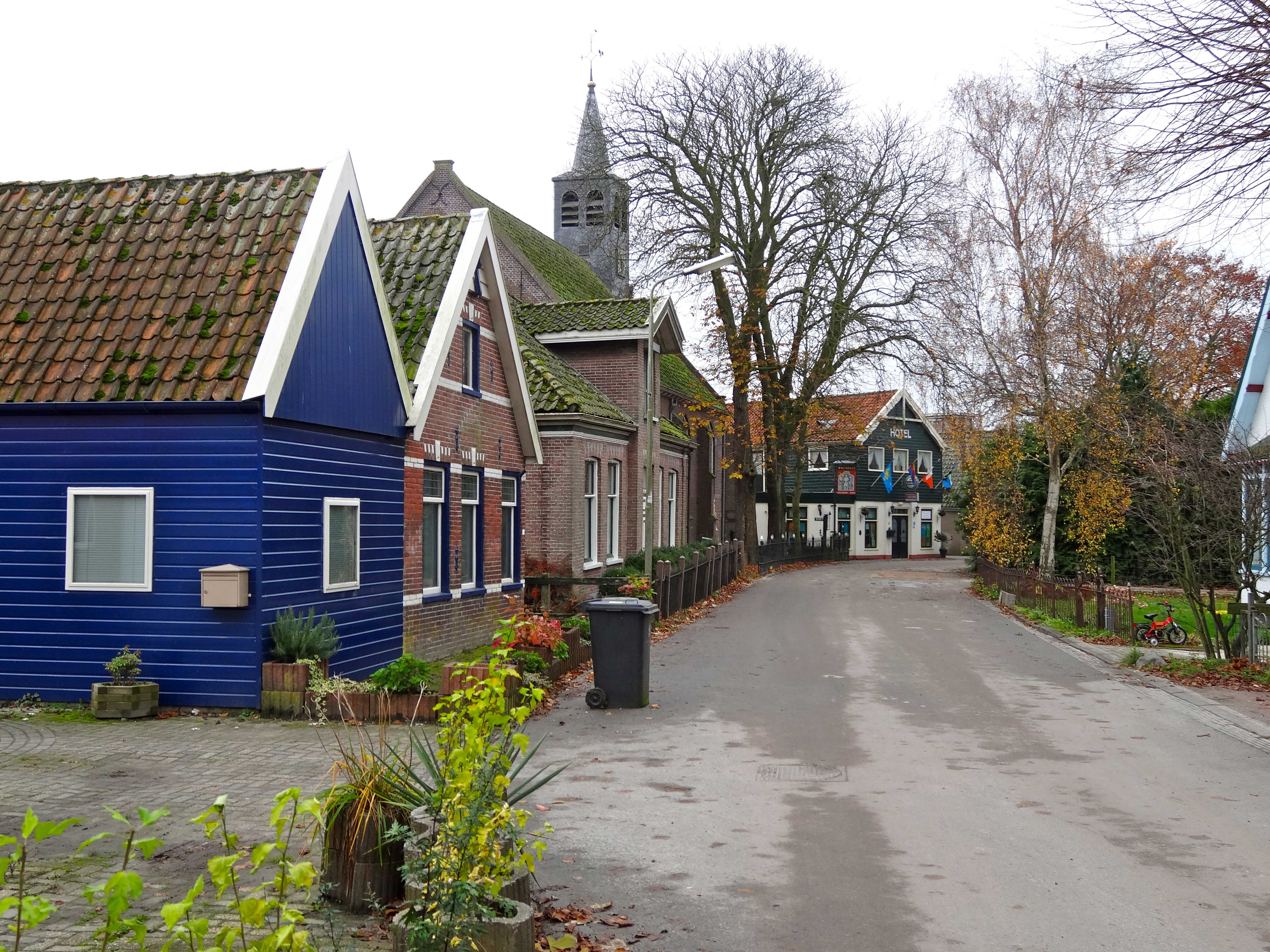
Oosterleek (2012)

Oosterleek ist ein Dorf in der Gemeinde Drechterland in der niederländischen Provinz Nordholland.

## Lage
Oosterleek liegt direkt am Markermeer, einem heute ringsum eingedeichten Teilbereich der ehemaligen Zuiderzee, hinter dem alten Seedeich Zuijderdijk, etwa in der Mitte zwischen den Städten Enkhuizen und Hoorn und jeweils etwa 10 Kilometer von diesen entfernt. Vom Zuiderdijk, der auch als Autostraße dient, zweigt eine Straße ab, die durch das Dorf führt. An dieser Straße liegen die meisten Häuser Oosterleeks.  Die Straße führt einen Kilometer hinter dem Ortsende von Oosterleek weiter in das im Jahr 2013 etwa 1000 Einwohner zählende Nachbardorf Wijdenes.

## Geschichte
Es gehörte bis zum 1. Januar 2006 zur Gemeinde Venhuizen und davor, bis 1970, zur Gemeinde Wijdenes. Das Dorf hatte im Jahr 2004 108 Einwohner. Im Jahr 2007 ist Oosterleek zusammen mit diesen Bauerschaften in der Gemeinde Drechterland aufgegangen.
Oosterleek wurde zum ersten Mal im 1311 Jahr als Oesterleke erwähnt. Der Ortsname kommt von der östlichen Verzweigung eines Wasserlaufs, eines leek. Seit dem  Jahr 1419 ist bekannt, dass Gemeinschaften der Einwohner mit dem Ort Wijdenes bestanden. Die Bewohner von Oosterleek lebten jahrhundertelang neben der Landwirtschaft auch von der Fischerei und Seefahrt. In der ersten Hälfte des 17. Jahrhunderts erlebte Oosterleek eine starke wirtschaftliche Blüte. Hierdurch nahm die Anzahl der Einwohner auch stark zu. Während der Blütezeit und der kurzen Periode danach wohnten etwa 500 Menschen in dem Dorf. Aber die wirtschaftlichen Verhältnisse schlugen um und die Anzahl der Einwohner sank dadurch schnell. Im Jahr 1730 lebten noch ca. 190 und im Jahr 1795 nur noch 100 Personen in Oosterleek. Danach blieb die Aanzahl  stabil. Im Jahr 2004 hatte das Dorf 108 Einwohner. Einschließlich der Bauerschaften Leekerweg und De Weed nahe dem Dorf ergibt sich eine Einwohnerzahl um 200.
Ein kleiner Teil des alten Oosterleek liegt heute im Markermeer, um das der Deich nach Norden verlegt wurde, um das Gebiet besser gegen die damalige Zuiderzee zu schützen. Auf diesem kleinen Teil soll früher auch eine Kirche gestanden haben. Die heutige Kirche im Dorf wurde 1695 gebaut.

## Bauwerke
Etwas südlich von Oosterleek steht an einer Ecke des Zuiderdijk „het Vuurtje van Leek“, ein kleiner Leuchtturm, an dem eine Strophe aus einem Gedicht von Emily Dickinson angebracht ist.
Am nordöstlichen Rand von Oosteleek befinden sich Reste eines alten Freibads, von dem noch immer eine kleine Badestelle in das Markermeer übrig ist. Etwa 500 Meter weiter nordöstlich befindet sich die Ferienhaussiedlung „Zomerpark West-Frisia“ mit knapp über 50 Ferienhäusern aus den 1960er und 1970er Jahren.